# Idelma Tommasini
Idelma Tommasini (Legnano, 19 settembre 1924 – 2006) è stata una cestista italiana.

## Carriera
Ha vinto per sei volte il campionato italiano femminile, con la Comense Como e il Gruppo Sportivo Bernocchi Legnano. Ha fatto parte della Nazionale di pallacanestro femminile dell'Italia al Campionato europeo femminile di pallacanestro 1950 disputato in Ungheria, a quello del 1952 in Unione Sovietica, e all'edizione del 1954 in Jugoslavia.